# Erlantz Gamboa
Erlantz Gamboa Villapún (Basauri, Vizcaya 1946) es un escritor español de cuentos, novelas y ensayos. En 2010, su obra Caminos cruzados fue galardonada con el Premio Internacional de novela negra L'H Confidencial.

## Datos biográficos
Nacido en Basauri en 1946, a los catorce años comenzó a escribir cuentos y poesía. Comenzó a cursar Economía en la Universidad de Bilbao, pero abandonó dichos estudios para dedicarse al desarrollo de sistemas informáticos, obteniendo el grado de Ingeniero en sistemas.
En 1980 se instaló en México para trabajar en la proyección por ordenador de diversas fábricas en el complejo petrolero de Coatzacoalcos. Vive en Puebla.

## Obra
Comenzó su carrera literaria como autor de relatos publicados en España y México. En 2009 fue finalista del Premio de Novela Casino de Mieres con la novela Las mariposas muertas (ISBN 9781983107016) y en 2010 ganó el Premio de Novela Negra LH Confidencial, de Roca Editorial, en 2010 con su obra Caminos Cruzados. También fue finalista del Premio Planeta-Casa de América con El evangelio según José.

### Género policial y negro
218 Libros publicados, especialmente policial y negro. 
- Caminos cruzados (2010). Publicado por Roca Editorial. ISBN 978-84-9918-066-37
- Asesinato en la isla de los gansos (2011). Publicado por Ediciones B. ISBN 9786074801637
- El sembrador de tormentas (2012). ISBN 9788490394281
- Mirando desde el puente (2012). ISBN 9788415551010
- Testigo de la defensa (2014). Editado por Baile del Sol. ISBN 9788415700104
- Al filo de la vida (2015). Editado por Anantes. ISBN 9788494367038
- El evangelio según José (2018). Editado por JavIsa23. ISBN 9788416887613

SERIE ARRATE, CON 119 TÍTULOS PUBLICADOS. (superando el Récord Guinness de 86)
- Buscando al putafóbico (2019). Amazon Serie Ricardo Arrate. Num 1 ISBN 9781704991122
- Ni los muertos se respetan (2017). Amazon Serie Ricardo Arrate. Num 2 ISBN 9781549500619
- La guerra de Arrate (2019). Amazon Serie Ricardo Arrate. Num 3 ISBN 9781707262441
- La hermandad (2019). Amazon Serie Ricardo Arrate. Num 4 ISBN 9798682641208
- Un asesinato muy político (2019) Serie Ricardo Arrate. Num 5 ISBN 9781710060072
- Fantasmas en la niebla (2020) Serie Ricardo Arrate. Num 6 ISBN 9781983110412
- Un caso para averniman (2020) Serie Ricardo Arrate. Num 7 ISBN 9781080534852
- Exiliado en Gomorra (2020) Serie Ricardo Arrate. Num 8 ISBN 9781708701536
- El diamante imperial (2020) Serie Ricardo Arrate. Num 9 ISBN 9781700471918
- El secreto de la mansión del absurdo (2020) Serie Ricardo Arrate. Num 10 ISBN 9781081362829
- El caso de las apuestas ilegales Serie Ricardo Arrate. Num 11 ISBN 9781698966656
- Herencia sangrienta Serie Ricardo Arrate. Num 12 ISBN 9798673604618
- No es personal, solamente negocios Serie Ricardo Arrate. Num 13 ISBN 9798682177622
- El imperio de las ratas Serie Ricardo Arrate. Num 14 ISBN 9798699027927
- El asesino de la discoteca Serie Ricardo Arrate. Num 15 ISBN 9798674720522
- Dinero mal habido Serie Ricardo Arrate. Num 16 ISBN 9798677569708
- El asesino de ARRECIFE Serie Ricardo Arrate. Num 17 ISBN 9798675668762
- La escort asesinada Serie Ricardo Arrate. Num 18 ISBN 9798571774444
- Arrate, el detective sicalíptico Serie Ricardo Arrate. Num 19 ISBN 9798573971469
- La secta misteriosa Serie Ricardo Arrate. Num 20 ISBN 9798585420160
- Transporte peligroso Serie Ricardo Arrate. Num 21 ISBN 9798597918488
- El asesino de los López Serie Ricardo Arrate. Num 22 ISBN 9798598867068
- El asesino de la estampita Serie Ricardo Arrate. Num 23 ISBN 9798599790860
- Investigando para el enemigo Serie Ricardo Arrate. Num 24 ISBN   9798704675266
- Con la iglesia topamos Serie Ricardo Arrate. Num 25 ISBN 979-8721189425
- Cazador de fugitivos Serie Ricardo Arrate. Num 26 ISBN 9798721974540
- El caso de las súper píldoras Serie Ricardo Arrate. Num 27 ISBN 979-8723708969
- El asesinato de la chismógrafa Serie Ricardo Arrate. Num 28 ISBN 9798724898829
- El asesinato de un detective Serie Ricardo Arrate. Num 29 ISBN 9798748656269
- Asesinar a un muerto Serie Ricardo Arrate. Num 30 ISBN 979-8749963908
- Del otro lado de la ley Serie Ricardo Arrate. Num 31 ISBN 979-8460275625
- El tren es mi coartada Serie Ricardo Arrate. Num 32 ISBN 979-8461693305
- Suicidio sospechoso Serie Ricardo Arrate. Num 33 ISBN 979-8468996300
- El homofóbico asesino Serie Ricardo Arrate. Num 34 ISBN 979-8489277280
- Asesinato en el club de las viudas Serie Ricardo Arrate. Num 35 ISBN 979-8490566656
- Impulso Suicida Serie Ricardo Arrate. Num 36 ISBN 979-8758372296
- El destripador de San Pedro Serie Ricardo Arrate. Num 37 ISBN 979-8760326287
- Como la falsa moneda Serie Ricardo Arrate. Num 38 ISBN  979-8761008915
- Mucha basura suelta Serie Ricardo Arrate. Num 39 ISBN 979-8788540214
- Asesinatos en vacaciones Serie Ricardo Arrate. Num 40 ISBN 979-8790414626
- El asesinato del ídolo Serie Ricardo Arrate. Num 41 ISBN  979-8401874306
- Regreso a LA MANSIÓN DEL ABSURDO Serie Ricardo Arrate. Num 42 ISBN 979-8403889599
- Asesinato en el club de los vampiros Serie Ricardo Arrate. Num 43 ISBN 979-8411706734
- Todo por la sombra Serie Ricardo Arrate. Num 44 ISBN  9798415992362
- Asesinato en la universidad Serie Ricardo Arrate. Num 45 ISBN 979-8426909755
- Tema para un asesinato Serie Ricardo Arrate. Num 46 ISBN 9798440420144
- Seis ángeles caídos Serie Ricardo Arrate. Num 47 ISBN  979-8443169439
- El asesinato del obispo Serie Ricardo Arrate. Num 48 ISBN  979-8805194826
- La sombra del canibal Serie Ricardo Arrate. Num 49 ISBN 979-8828212422
- Duelo en la oscuridad Serie Ricardo Arrate. Num 50 ISBN 979-8833341698
- Matar mosquitos con metralleta Serie Ricardo Arrate. Num 51 ISBN  979-8834938347
- La sociedad de las viudas negras Serie Ricardo Arrate. Num 52 ISBN 979-8837852718
- Mercaderes de vidas Serie Ricardo Arrate. Num 53 ISBN  9798838122179
- Asesinato en el barrio del artista Serie Ricardo Arrate. Num 54 ISBN 9798839012264
- Guerra de bandas Serie Ricardo Arrate. Num 55 ISBN 9798841277941
- El hijo de Sherlock Serie Ricardo Arrate. Num 56 ISBN 9798841417668
- Lo que ves en el espejo Serie Ricardo Arrate. Num 57 ISBN 9798845811547
- El basurero del alcalde Serie Ricardo Arrate. Num 58 ISBN 9798847546140
- El violador de Navidad Serie Ricardo Arrate. Num 59 ISBN 979-8848959796
- Muerte bajo la carpa Serie Ricardo Arrate. Num 60 ISBN 979-8352040621
- La chica del fondo del lago Serie Ricardo Arrate. Num 61 ISBN 979-8353611974
- Asesinatos en la autopista del sur Serie Ricardo Arrate. Num 62 ISBN 979-8356238109
- Un pasado poco limpio Serie Ricardo Arrate. Num 63 ISBN 9798356973031
- Asesino ocasional Serie Ricardo Arrate. Num 64 ISBN 979-8357972668
- Memorias de una actriz Serie Ricardo Arrate. Num 65 ISBN 979-8360485346
- El caso del emparerador Serie Ricardo Arrate. Num 66 ISBN 979-8363252969
- Sí recuerdo lo de Londres Serie Ricardo Arrate. Num 67 ISBN 979-8364917393
- El sindicato de macarras Serie Ricardo Arrate. Num 68 ISBN 9798366203180
- Amor en el armario Serie Ricardo Arrate. Num 69 ISBN 979-8367451801
- Asesinato en la sacristía Serie Ricardo Arrate. Num 70 ISBN 9798370839153
- Muertes en manos del azar Serie Ricardo Arrate. Num 71 ISBN 979-8372729650
- Tengo una bala con tu nombre Serie Ricardo Arrate. Num 72 ISBN 979-8373045438
- La ira de la justicia Serie Ricardo Arrate. Num 73 ISBN 979-8374903720
- El asesino del aeropuerto Serie Ricardo Arrate. Num 74 ISBN 979-8375225951
- Pecados Revelados Serie Ricardo Arrate. Num 75 ISBN 979-8376694619
- El libro de la muerte Serie Ricardo Arrate. Num 76 ISBN 979-8377308560
- La dulce venganza Serie Ricardo Arrate. Num 77 ISBN 979-8386714826
- Infieles anónimos Serie Ricardo Arrate. Num 78 ISBN 979-8388087089
- El caso de los castrados Serie Ricardo Arrate. Num 79 ISBN 9798390017791
- Usted pone la víctima Serie Ricardo Arrate. Num 80 ISBN 9798390828014
- El asesino invisible Serie Ricardo Arrate. Num 81 ISBN  9798392551507
- De profesión: viuda Serie Ricardo Arrate. Num 82 ISBN 9798393656324
- El asesino de la baraja Serie Ricardo Arrate. Num 83 ISBN  9798394902109
- Asesinato inevitable Serie Ricardo Arrate. Num 84 ISBN 9798395459237
- El asesino de la biblia Serie Ricardo Arrate. Num 85 ISBN 9798396985704
- El asesino del reloj Serie Ricardo Arrate. Num 86 ISBN 9798397981347
- No únicamente los criminales huyen Serie Ricardo Arrate. Num 87 ISBN 9798398993073
- Los cadáveres volátiles Serie Ricardo Arrate. Num 88 ISBN 979-8850252342
- Inocente tras las rejas Serie Ricardo Arrate. Num 89 ISBN 9798850630218
- Una mano mortal Serie Ricardo Arrate. Num 90 ISBN 9798854712774
- Identidad perdida Serie Ricardo Arrate. Num 91 ISBN 9798856000411
- Han matado a un gánster Serie Ricardo Arrate. Num 92 ISBN 9798857884188
- Ni rastro Serie Ricardo Arrate. Num 93 ISBN 9798859278398
- El caso de la mantis religiosa Serie Ricardo Arrate. Num 94 ISBN 9798859794850
- El asesino de novias Serie Ricardo Arrate. Num 95 ISBN 9798861607971
- Las cuatro muertes de Cooper Serie Ricardo Arrate. Num 96 ISBN 9798862019049
- El amante idóneo Serie Ricardo Arrate. Num 97 ISBN 9798863069296
- El clan de las chantajistas Serie Ricardo Arrate. Num 98 ISBN 9798863374376
- El lado oscuro de la ley Serie Ricardo Arrate. Num 99 ISBN 9798866507269
- El asesino de abuelitas Serie Ricardo Arrate. Num 100 ISBN 9798867574086
- La apuesta Serie Ricardo Arrate. Num 101 ISBN 9798870310060
- El asesino de atletas Serie Ricardo Arrate. Num 102 ISBN 9798871034286
- El reto letal Serie Ricardo Arrate. Num 103 ISBN 9798872162438
- Asesinatos terapeúticos Serie Ricardo Arrate. Num 104 ISBN 9798874228095
- El caso de la esposa del diputado Serie Ricardo Arrate. Num 105 ISBN 9798877640054
- El barrendero de cadáveres Serie Ricardo Arrate. Num 106 ISBN 9798878214759
- El coleccionista de famosos Serie Ricardo Arrate. Num 107 ISBN 9798879289237
- El asesino de los fósforos Serie Ricardo Arrate. Num 108 ISBN 9798883227713
- El asesinato no prescribe Serie Ricardo Arrate. Num 109 ISBN 9798884521766
- Pasado por alto Serie Ricardo Arrate. Num 110 ISBN 9798322031505
- El baile de la muerte Serie Ricardo Arrate. Num 111 ISBN 9798322699101
- Violadores S.A. Serie Ricardo Arrate. Num 112 ISBN 9798323489572
- Duelo en silverville Serie Ricardo Arrate. Num 113 ISBN 9798325085796
- Buenas personas Serie Ricardo Arrate. Num 114 ISBN 9798326034045
- No juegues con tu vida Serie Ricardo Arrate. Num 115 ISBN 9798327307070
- La esposa del César Serie Ricardo Arrate. Num 116 ISBN 9798328418638
- Cambio de cadáver Serie Ricardo Arrate. Num 117 ISBN 9798333066565
- El ataque de los zombis Serie Ricardo Arrate. Num 118 ISBN 9798333490179
- Al límite del tiempo Serie Ricardo Arrate. Num 119 ISBN 9798334240834

### Otros géneros literarios
- Enciclopedia del crimen y el sadismo (2011), una recopilación de 85 biografías de asesinos en serie. ISBN 9788415370451
- Amor cibernético (2012). ISBN 9788415370925
- El futuro que sucedió ayer (2012) Ed.: Bod Third Party Titles. ISBN 9788490156117